# Pristimantis lassoalcalai
Pristimantis lassoalcalai es una especie de anfibio anuro de la familia Craugastoridae.

## Distribución geográfica
Esta especie es endémica del estado de Zulia en Venezuela. Se encuentra en Rosario de Perijá entre los 1827 y 1950 m sobre el nivel del mar en el Cerro Las Antenas en la Sierra de Perijá.

## Etimología
Esta especie lleva el nombre en honor a Oscar Lasso-Alcala.

## Publicación original
- Barrio-Amorós, Rojas-Runjaic & Barros, 2010: Two new Pristimantis (Anura: Terrarana: Strabomantidae) from the Sierra de Perijá, Venezuela. Zootaxa, n.º 2329, p. 1–21.[4]